# Seznam narodnih herojev Jugoslavije (O)
Seznam narodnih herojev Jugoslavije, katerih priimki se začnejo na črko O.

## Seznam
- Šefik Obad (1922–1943), za narodnega heroja proglašen 20. decembra 1951.
- Branislav Obradović Džomba (1920–1942), za narodnega heroja proglašen 7. julija 1953.
- Dušan Obradović (1913–1941), za narodnega heroja proglašen 20. decembra 1951.
- Vlada Obradović Kameni (1920–1944), za narodnega heroja proglašen 5. julija 1951.
- Franjo Ogulinac Seljo (1904–1942), za narodnega heroja proglašen 11. julija 1945.
- Ljubica Odadžić (1914–1942), za narodnega heroja proglašena 26. septembra 1953.
- Jože Ožbolt (1922–2018), z redom narodnega heroja odlikovan 27. novembra 1953.
- Dobrila Ojdanić (1919–1995), z redom narodnega heroja odlikovana 10. julija 1953.
- Mileta Okiljević (1921–1944), za narodnega heroja proglašen 20. decembra 1951.
- Anton Okrogar (1923–1955), z redom narodnega heroja odlikovan 22. julija 1953.
- Ivan Omerza Johan (1921–1943), za narodnega heroja proglašen 27. novembra 1953.
- Sulejman Omerović (1923–1945), za narodnega heroja proglašen 20. decembra 1951.
- Stevo J.(andrije) Opačić (1921–2005), z redom narodnega heroja odlikovan 20. decembra 1951.
- Stevo G. Opačić (1923–2016), z redom narodnega heroja odlikovan 23. julija 1953.
- Stevo S. Opačić (1923–1943), za narodnega heroja proglašen 27. novembra 1953.
- Stanko Opsenica (1907–1943), za narodnega heroja proglašen 16. septembra 1945.
- Stevan Opsenica (1913–2002), z redom narodnega heroja odlikovan 27. novembra 1953.
- Marko Orešković (1896–1941), za narodnega heroja proglašen 26. julija 1945.
- Bogdan Oreščanin (1916–1978), z redom narodnega heroja odlikovan 23. julija 1952.
- Blažo Joka Orlandić (1914–1943), za narodnega heroja proglašen 15. julija 1949.
- Blažo Joša Orlandić (1912–1943), za narodnega heroja proglašen 10. julija 1952.
- Enes Orman (1921–1944), za narodnega heroja proglašen 24. julija 1953.
- Pajo Orozović (1914–1943), za narodnega heroja proglašen 20. decembra 1951.
- Jakov Ostojić (1878–1942), za narodnega heroja proglašen 27. novembra 1953.